# Teatro de Arte (Gregorio Martínez Sierra)

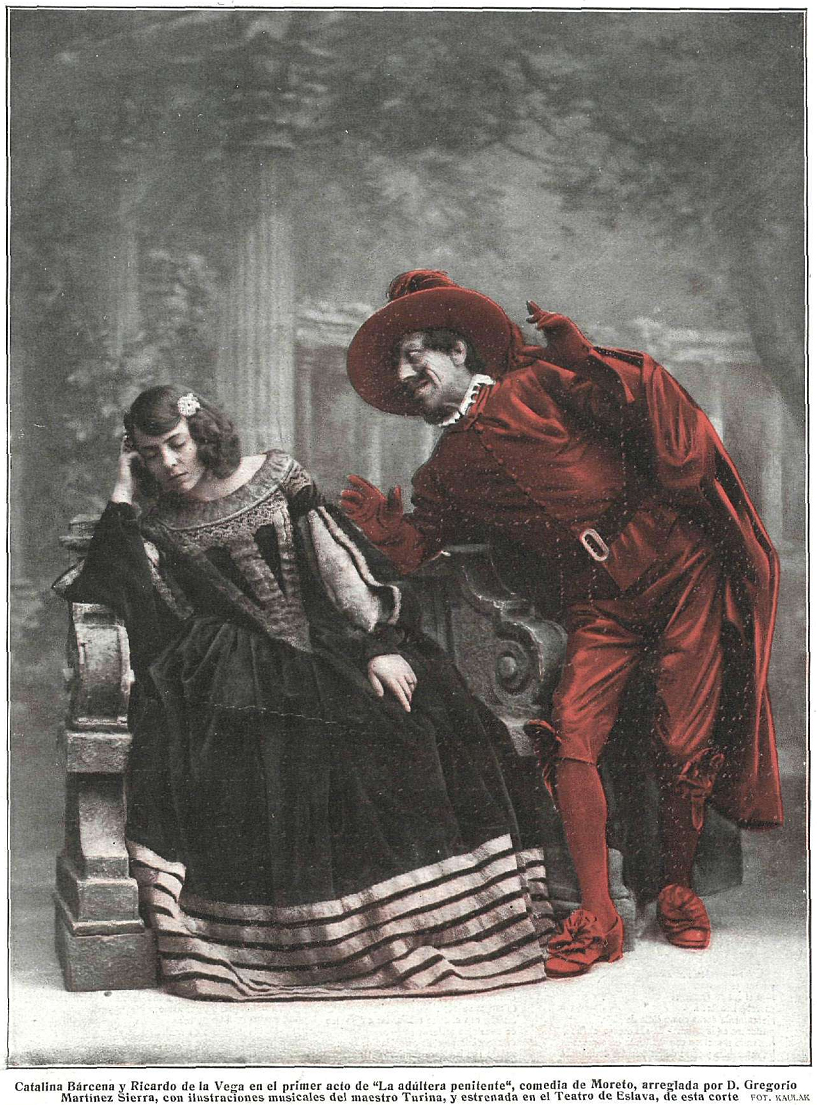
Catalina Bárcena y Ricardo de la Vega en el primer acto de «La adúltera penitente», comedia del dramaturgo del siglo de Oro Agustín Moreto, adaptada por María Lejárraga, con ilustraciones musicales del maestro Turina, y estrenada en el Eslava. Fotografía de Kaulak, publicada en La Esfera (1 de enero de 1917).

El Teatro de Arte fue una empresa teatral que se desarrolló en el Teatro Eslava de Madrid entre los años 1916 y 1926, dirigida por el empresario Gregorio Martínez Sierra. Se caracterizó por aunar no solo una gran variedad de repertorio teatral, sino porque, a la manera de los teatros de arte europeos de principios de siglo, introducía las artes plásticas para realizar decorados y vestuario, multiplicando así las facetas artísticas, que iban mucho más allá del texto en un drama completamente «reteatralizado» como ya comenzaba a reclamar Ramón Pérez de Ayala en sus artículos.
En él se estrenaron tanto obras firmadas por el propio Gregorio (aunque escritas por su exmujer María Lejárraga), además de estrenos de obras extranjeras, como Pigmalión, Casa de muñecas o la vuelta a los clásicos extranjeros y españoles, Hamlet o el Don Juan de España. La unión de las artes se ampliaba en ocasiones con la inclusión ocasional de ilustraciones musicales de grandes compositores del momento, Manuel de Falla, Conrado del Campo, Pablo Luna, María Rodrigo o Jacinto Guerrero, entre otros. Entre los artistas plásticos destacaron el trío Rafael Barradas, Sigfrido Burmann (el único que tenía experiencia anterior en escenografía, al haber trabajado con Max Reinhardt) y Manuel Fontanals. Muchas personalidades del momento la considerarán como una de las empresas teatrales más importantes del esos años, aunque en reiteradas ocasiones se condenó su eclecticismo, que incluía géneros tan variados como el drama (aunque en menor medida), la comedia (la gran mayoría de las producciones), las variedades, teatro para los niños o la pantomima. En su seno se gestaron obras tan relevantes para la escena musical española y europea como El corregidor y la molinera, que daría lugar a la posterior reformulación de El sombrero de tres picos por los Ballets Rusos.